# Чоботи ґоу-ґоу

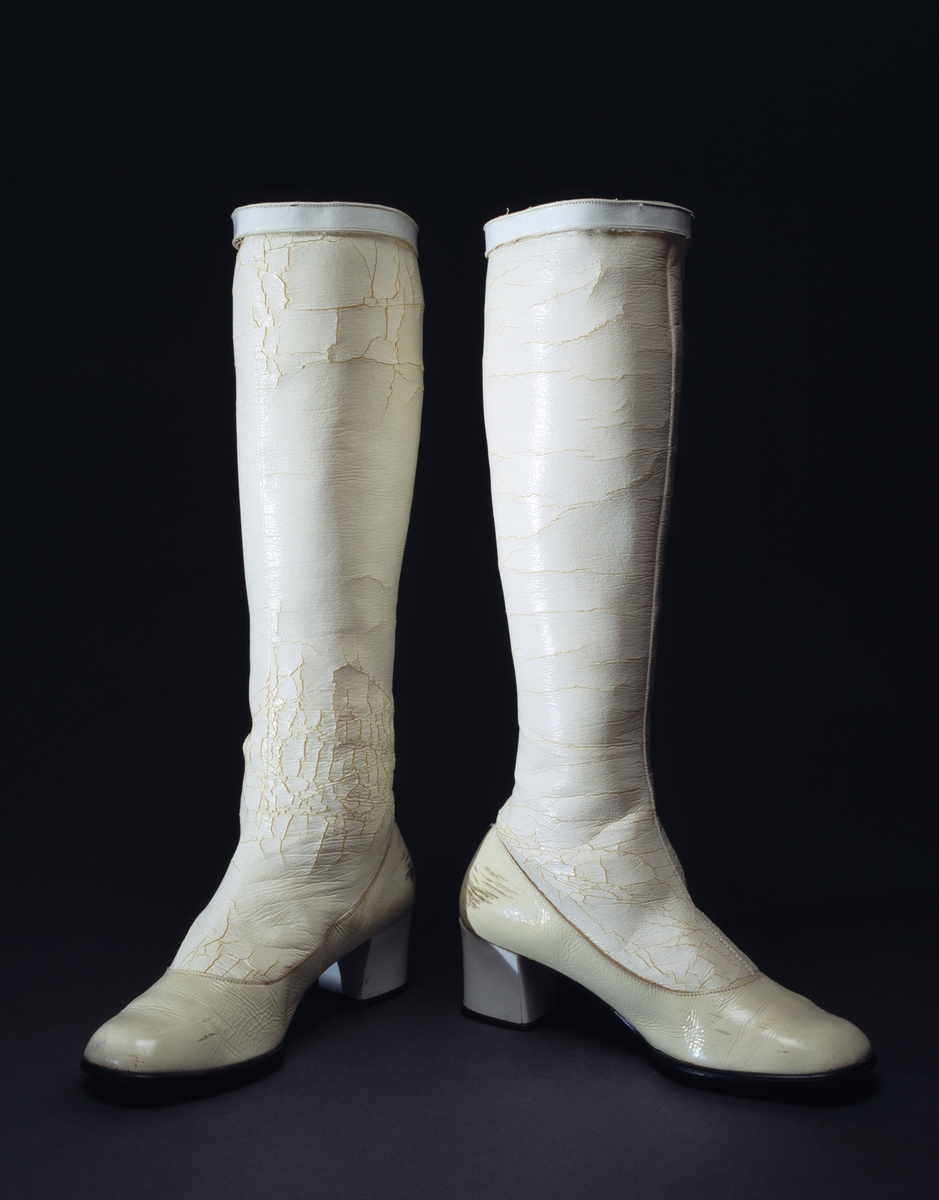
Ранні вінілові білі чоботи гоу-гоу, 1970-ті

Чоботи ґоу-ґоу (англ. Go-Go boots) — чоботи, спершу створені для виконання танцю ґоу-ґоу. Класичні чоботи ґоу-ґоу білого кольору мають висоту халяви до колін та низький каблук. Іноді чоботами ґоу-ґоу називають будь-які жіночі чоботи до колін.
Створені в 1960-х із задумом, що одягатимуться вони під час танців (головним чином, для виконання танцю ґоу-ґоу, а також для танців на дискотеці). Вважається, що автором терміна є Андре Курреж (André Courrèges), який створив білі чобітки на низькому підборі, які лише злегка прикривали гомілку.
Інколи такі чоботи називають «Fuck-me boots» або простіше «FMBs», причому не завжди із зневажливим значенням. Термін закріпився впродовж 1980-х. 
Впродовж 1960-х років чоботи ґоу-ґоу стали однією з форм жіночого самоствердження, а також одним із символів сексуальності.